# Daniel Heierli
Daniel Heierli (* 1965) ist ein Schweizer Politiker (Grüne).

## Leben
Daniel Heierli ist Biochemiker. Er promovierte an der Eidgenössischen Technischen Hochschule ETH Zürich. Er lebt mit seiner Familie in Zürich.

## Politik
Daniel Heierli konnte im März 2014 für die zurückgetretene Alma Redzic in den Kantonsrat des Kantons Zürich nachrücken. Er war von 2014 bis 2015 Mitglied der Aufsichtskommission Bildung und Gesundheit und von 2015 bis 2019 Mitglied der Kommission für Justiz und öffentliche Sicherheit. Von 2016 bis 2020 war Heierli Mitglied der Interfraktionellen Konferenz, der er seit 2021 wieder angehört. Seit 2019 ist Daniel Heierli Mitglied der Aufsichtskommission über die wirtschaftlichen Unternehmen.
Daniel Heierli ist seit 2016 Mitglied der Schulkommission der Technischen Berufsschule Zürich sowie der Kantonsschule Zürich Nord. Er ist Vorstandsmitglied des Vereins Zürich Erneuerbar.